# Format netto
Format netto, format po obcięciu – rozmiar gotowego wyrobu poligraficznego (np. czasopisma, książki), podawany jako iloczyn długości i szerokości kart (stron) stanowiących blok wkładu.
Pod pojęciem wyrobu gotowego rozumie się wyrób po obcięciu spadów, co jest jedną z ostatnich czynności w introligatorni (np. po wykonaniu oprawy, o ile okładka jest tej samej wielkości co wkład). Format netto to inaczej mówiąc wymiary kolumny. Jeżeli okładka jest większa od "środka", to format netto oznacza wielkość owego środka, czyli w praktyce pojedynczej strony (przy założeniu, że wszystkie strony są tej samej wielkości). W przypadku oprawy klejonej, do formatu netto zalicza się również część papieru zasłoniętą przez klej. Nie zalicza się jednak grubości kleju wystającego poza obrys bloku kart.
W praktyce DTP, terminu format brutto, oznaczającego całość danych razem z częścią spadową i informacyjną, używa się rzadziej, zastępując go raczej określeniem minimalnej wielkości spadów.